# Théodore Garnier

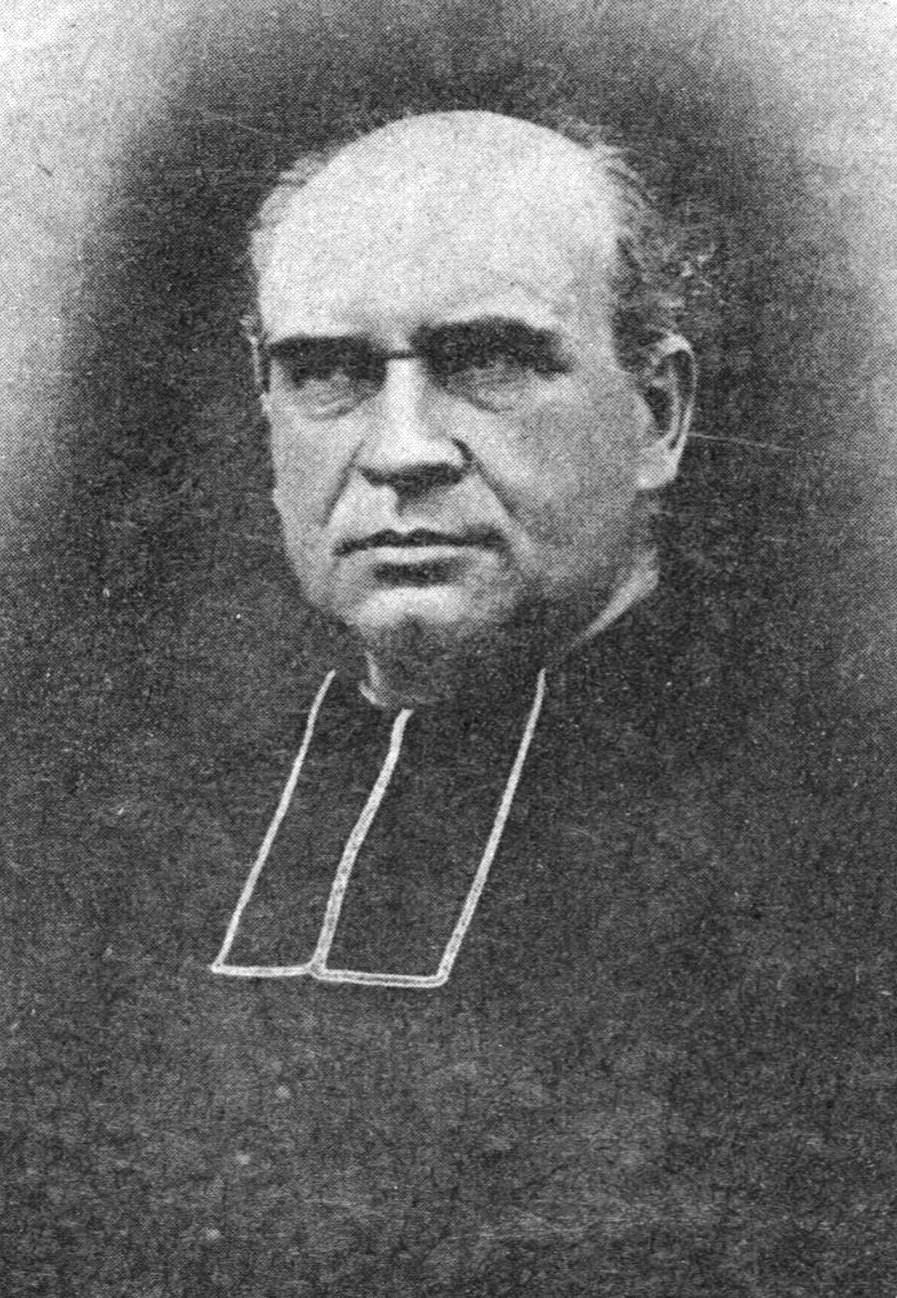
Garnier, Théodore (France libre, 1897-09-12)

Théodore Garnier, genannt Abbé Garnier, (* 24. Dezember 1850 in Condé-sur-Noireau; † 20. oder 21. August 1920 Montmagny (Val-d’Oise)) war ein französischer römisch-katholischer Geistlicher, Aktivist und Essayist, der als einer der Vorläufer des sozialen Katholizismus im späten 19. Jahrhundert gilt.

## Leben
Théodore Garnier war der Sohn von Marie-Rose Desert und Jean Garnier, einem Tagelöhner aus dem Weiler Champs-Saint-Martin in Condé-sur-Noireau. Er hatte mehrere Brüder, darunter Léon Garnier, der ebenfalls Priester wurde. Er war noch minderjährig, als er in den Reihen der päpstlichen Zuaven von General de Charette am Deutsch-Französischen Krieg 1870–1871 teilnahm, wofür er viele Jahre später (1912) die Gedenkmedaille für den Krieg 1870–1871 erhielt.
Nach seiner Priesterweihe 1874 wurde er zum Vikar der Gemeinde Saint-Sauveur und zum Seelsorger des Internats Saint-Joseph in Caen ernannt. Als talentierter und gerne provokativer Prediger zog er den Zorn des örtlichen Bürgertums auf sich und stellte sich auf die Seite der Arbeiter. Für die Arbeiter entwarf er ein Arbeitsamt und eine Volksbank und versuchte, die korporatistische Association chrétienne de l’industrie et des arts et métiers (Christliche Vereinigung der Industrie und des Gewerbes) zu gründen. Als fester Redner in den katholischen Arbeiterzirkeln und von Papst Leo XIII. zum „apostolischen Missionar“ ernannt, konzentrierte sich seine Arbeit vor allem darauf, die katholische Kirche und die Arbeiterschaft einander näher zu bringen. Seine Predigten zogen viele Gläubige an, führten aber auch zu Unruhen und Schlägereien mit militanten Antiklerikalen, wie im Januar 1888 in der Kathedrale von Rouen.

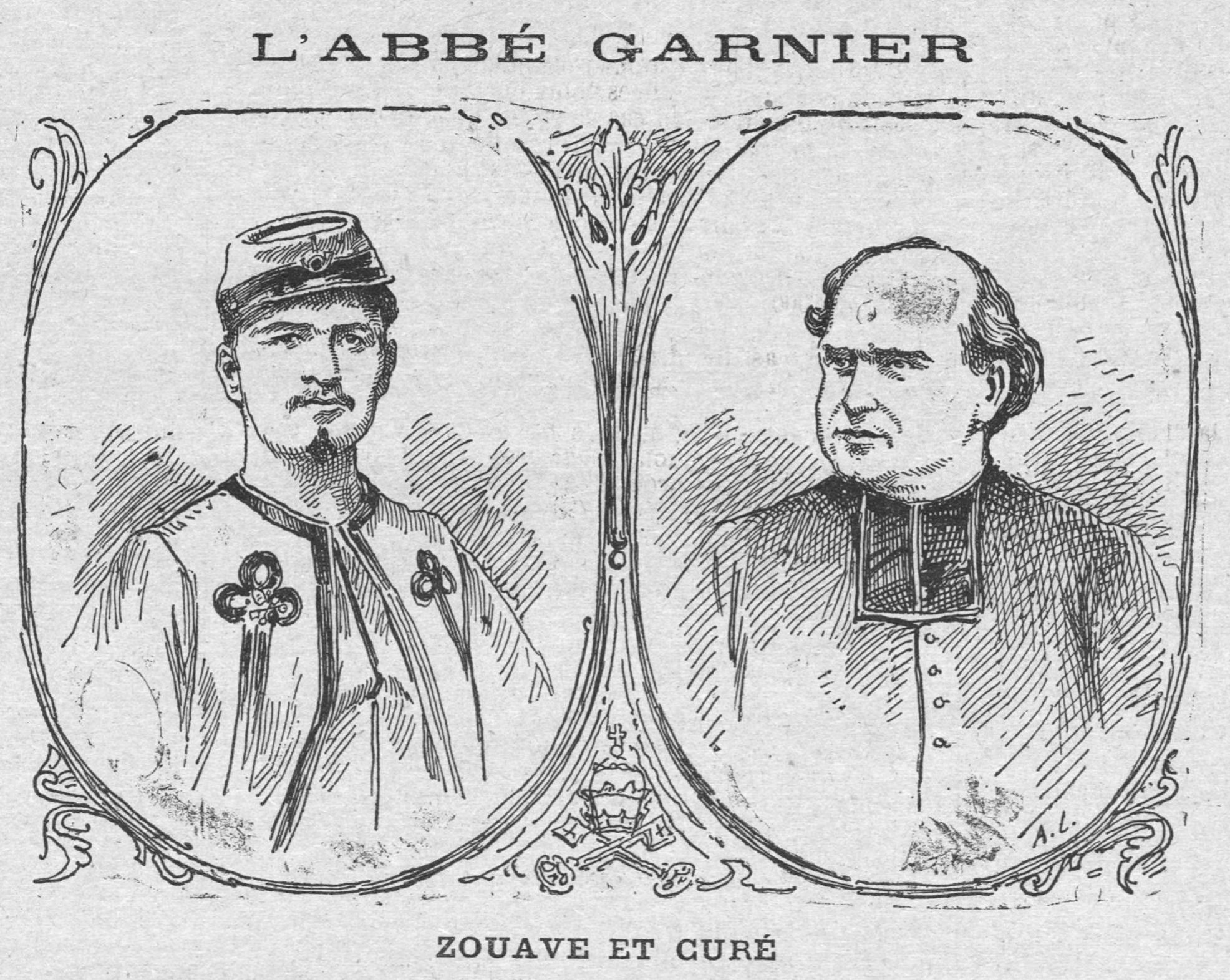
Garnier, Zouave und Pfarrer (France libre illustrée, 13. April 1895)

1888 wurde Abbé Garnier einer der Redakteure der katholischen Zeitung La Croix. Er folgte der Enzyklika Au milieu des sollicitudes (Inmitten der Fürsorge) und war einer der eifrigsten Befürworter der katholischen Bewegung für die Republik, während er im Anschluss an die Enzyklika Rerum novarum (Neue Dinge) eine Form des christlichen Sozialismus befürwortete. Diese progressiven Positionen wurden von einer deutlich antisemitischen Rhetorik begleitet. Nachdem er 1891 die l’Action sociale catholique (Werk der Katholischen Sozialaktion) geleitet hatte, leitete er danach die Ligue de l’Évangile (Liga des Evangeliums).
Zwischen Ende 1892 und 1893 gründete Garnier eine neue Organisation, die Union nationale, und verließ La Croix, um in Paris seine eigene Zeitung, Le Peuple français, zu gründen. Zwischen 1895 und 1898 wuchs die Union nationale zu einer beachtlichen Größe heran und organisierte zahlreiche Versammlungen und nationale Kongresse. Sie bildete zu dieser Zeit eine der wichtigsten klerikalen und nationalistischen Gruppierungen.
Auf der Suche nach royalistischen Unterstützung trotz seines aufrichtigen Republikanismus half Garnier Jules Guérin bei der Reorganisation der Ligue antisémitique und arbeitete mit Édouard Dubucs Jeunesse antisémitique zusammen, bevor er sich ab 1897 von diesen antisemitischen Bewegungen distanzierte.
Im Jahr 1893 kaufte er das ehemalige Jagdschloss der Herzöge von Enghien hinter dem heutigen Rathaus von Montmagny, um dort das Maison du Sacré-Cœur zu gründen, das als Ort des geistlichen Rückzugs gedacht war. Da er mit seinen Aktivitäten überfordert war, übertrug Abbé Garnier die Leitung der Einrichtung seinem Bruder Léon, der 1908 Pfarrer von Montmagny wurde. Später wurde es zu einem Seminar für Spätberufene und ist heute im Besitz der Gemeinde und bildet den Pôle Pergame.
Ende 1893 kaufte er ein Grundstück in der Nähe der Kirche Notre-Dame de Clignancourt und ließ dort einen katholischen Arbeiterkreis errichten. Das „Maison du peuple français“ wurde im Mai 1894 eingeweiht und von den Sozialisten des bereits bestehenden, nur 100 m entfernten „Maison du peuple“ als eine klerikale Provokation angesehen.
Abbé Garniers politisches Engagement führte dazu, dass er bei mehreren Gelegenheiten kandidierte. Bei den Parlamentswahlen 1893 im zweiten Wahlkreis des 18. Arrondissements von Paris, einem Arbeiterviertel, erzielte er ein sehr gutes Ergebnis und schaffte es, den Sozialisten Gustave Rouanet in die Stichwahl zu bringen. Im November/Dezember 1895 kandidierte er bei einer Nachwahl in Cherbourg, wo seine Kandidatur mit der des Rallié Adrien Liais konkurrierte und so dem Republikaner Albert Le Moigne das Erringen des Sitzes erleichterte.

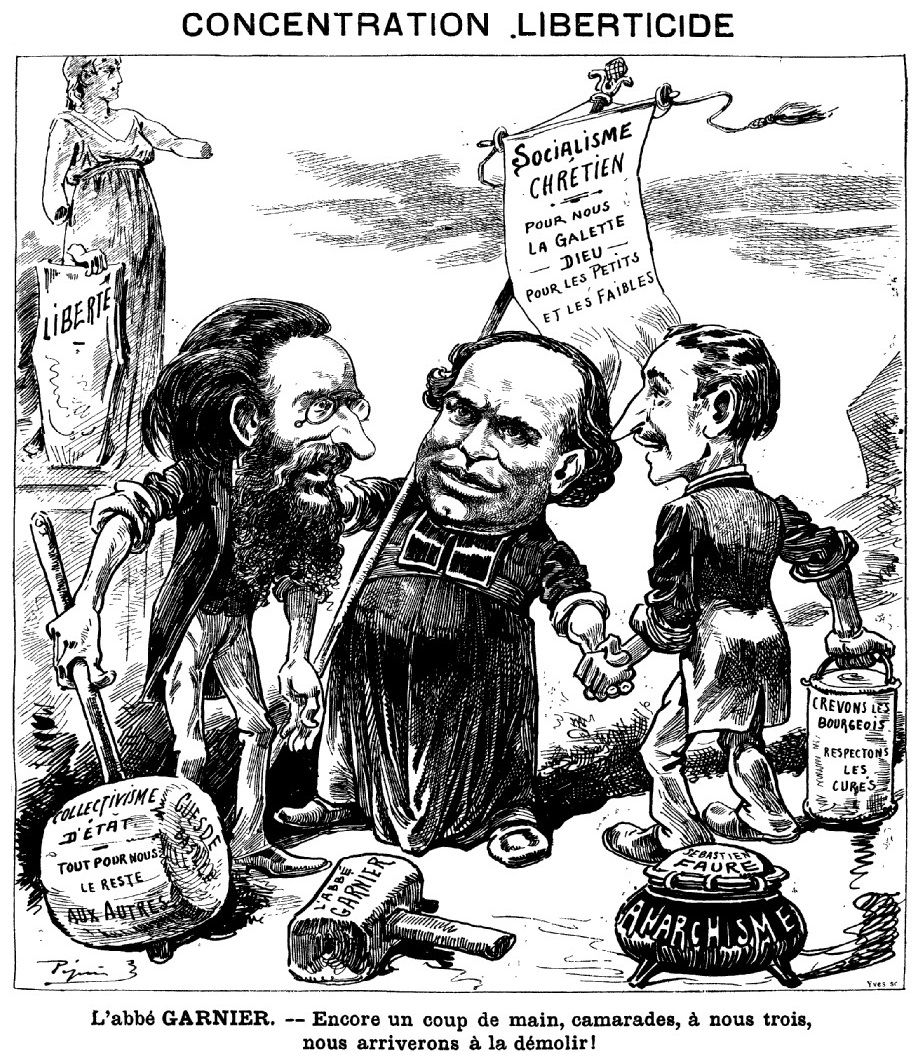
Christlicher Sozialismus: Für uns die Galette, Gott für die Kleinen und Schwachen (Le Grelot, 4. März 1894)

Diese politischen Aktivitäten brachten ihm viele Feinde ein, sowohl von der extremen Linken als auch von der extremen Rechten. Im Mai 1894 wurde eine Bombe vor dem Eingang seines Hauses deponiert, aber der Hausmeister konnte die Explosion verhindern.
Nachdem er sich der Action libérale populaire angeschlossen hatte, die bald die Truppen der Union nationale aufnahm, verließ Garnier 1908 das Peuple français.
In den 1910er Jahren machte er weniger von sich reden. Während des Ersten Weltkriegs diente er im Rang eines Sergeanten in der Territorialarmee.
Théodore Garnier starb am 21. oder 22. August 1920 in Montmagny. Am 25. August wurde er nach einer Beerdigung durch seinen Bruder Léon, Pfarrer von Montmagny, in Anwesenheit zahlreicher Delegierter seiner Gründungen und des Kanonikers Cantrel, Vertreter des Bischofs von Versailles, beigesetzt.

## Werke
Die französische Sprachversion führt eine Vielzahl von Werken auf; exemplarisch seien hier genannt:
- La réforme des études classiques, 1891[21]
- Vie de Jean-Baptiste Laroudie, du Tiers-ordre de St-François d’Assise, 1891[22]
- Cours de pastorale, ou Questions sociales au point de vue du ministère sacerdotal dans les temps modernes, 1894[23]